# Société des Amis des sciences
La Société des amis des sciences de Varsovie (en polonais Towarzystwo Warszawskie Przyjaciół Nauk), renommée à partir de 1808 Société royale des amis des sciences (Warszawskie Towarzystwo Królewskie Przyjaciół Nauk), fut créée en 1800 à Varsovie à l'initiative de Stanisław Sołtyk (pl), au moment où la Pologne avait déjà perdu son indépendance (1795).  
Inspirée par la philosophie des Lumières et basée sur l'organisation de l'Académie française, cette institution scientifique comportait cinq sections : mathématiques, philosophiques, historiques, lettres de langues slaves et arts libres. L'association se donnait pour l'objectif la préservation de la langue polonaise, de la littérature et des traditions nationales et menait des activités éducatives, scientifiques et culturelles. Elle s’occupait, entre autres, du développement et de la diffusion des connaissances, de la conduite des recherches et de la création de collections muséales. Le principal animateur de cette association des savants polonais fut son deuxième président, Stanisław Staszic. 
La société fut dissoute par les autorités russes en juillet 1832 en représailles après l'insurrection polonaise de 1830. En 1907, les traditions de cette première académie polonaise ont été reprises par la Société scientifique de Varsovie (pl) (Towarzystwo Naukowe Warszawskie), existant toujours en dépit d'une mise en sommeil de 1951 à 1981.

## Histoire
La Société des Amis des Sciences de Varsovie fut initiée par trente personnalités de l'élite intellectuelle polonaise. Parmi les fondateurs il y avait des scientifiques, des poètes mais aussi des hommes politiques, membres du Parti patriotique dont le travail avait abouti à la promulgation de la Constitution du 3 mai 1791, dont les plus connus sont : Tadeusz Czacki, Adam Czartoryski, Franciszek Karpiński, Samuel Linde (en), Józef Ossoliński (en), Ignacy Potocki, Stanisław Potocki, Aleksander Sapieha, Jan Śniadecki ou Stanisław Staszic .
Les présidents de la Société des amis des sciences étaient : Jan Chrzciciel Albertrandi (1800–1808), Stanisław Staszic (1808– 1825) et Julien-Ursin Niemcewicz (1826–1831). L'aspiration de l'Académie a été formulée par son premier président ainsi « Incapables de remettre sur pied l'existence politique de notre patrie déchue, nous voudrions au moins, sous le couvert des sciences, lui assurer une certaine substance. »
L'Académie fonctionna d'abord sous le régime prussien, après 1807 sous la protection française du Duché de Varsovie. En 1808, elle reçut du roi de Saxe Frédéric Auguste, que Napoléon avait nommé grand-duc de Varsovie, le privilège de s’appeler royale
Après la chute de Napoléon, elle releva du Royaume de Pologne sous l'égide russe. 
L'activité de la société était financée en grande partie par les cotisations de ses membres et les dons. En 1824, Stanisław Staszic fut construire, avec ses propres moyens, le siège de la société. Ce bâtiment appelé ultérieurement le Palais Staszic est toujours occupé aujourd'hui par une société savante : l'Académie polonaise des sciences. 
Varsovie pourvue d'une Université (fondée en 1816) et d'une Société des sciences devint le centre de la vie intellectuelle polonaise et le foyer de la résistance contre l'occupant russe. Cependant, l'insurrection polonaise qui éclata le 29 novembre 1830 fut réprimée, et Varsovie, prise et saccagée, fut contrainte à la reddition au début d'octobre 1831. La répression impitoyable qui suivit fut aussi culturelle. L'université de Varsovie, le Conservatoire, la Société des amis des sciences furent fermées, les collections des musées et des bibliothèques pillées. Les Polonais furent poussés à l'exil et c'est à Paris qu'ils reconstituèrent leurs institutions dont la Société historique et littéraire polonaise (1832), toujours en activité, fait partie. 

## Membres étrangers notables
- Thomas Jefferson
- Goethe
- Marcello Bacciarelli
- John Dalton
- Jöns Jacob Berzelius
- Alexander von Humboldt
- Jean-Baptiste Biot
- Chateaubriand
- Philippe de Girard
- Jean-Baptiste Say
- Casimir Delavigne
- Georges Cuvier

Et bien d'autres. Sur 400 membres de la Société, 37 étaient français.